# Peabiru (kommun)
Peabiru är en kommun i Brasilien.   Den ligger i delstaten Paraná, i den södra delen av landet, 1 000 km sydväst om huvudstaden Brasília. Antalet invånare är 13 622.
Följande samhällen finns i Peabiru:
- Peabiru

Omgivningarna runt Peabiru är huvudsakligen savann. Runt Peabiru är det ganska tätbefolkat, med 144 invånare per kvadratkilometer.